# 造币所广场
44°24′47.60″N 8°55′49.80″E / 44.4132222°N 8.9305000°E
造币所广场（Largo della Zecca）是意大利热那亚的一个广场，坐落在热那亚老城的边缘。造币所广场在古代曾是热那亚共和国造币所的所在地。
造币所广场向东是加里波第隧道，通往 广场（piazza del Portello）；向西可达圣母领报广场（piazza dell'Annunziata），那里有圣母领报圣殿。从造币所广场也可以向南经过卡伊罗利街（via Cairoli）通往加里波第街，即市政厅多利亚-图尔西宫所在地。
造币所广场也是造币所-里吉缆车的总站。